# Fusillade du supermarché Weis Markets à Eaton Township
 (août 2025).
Si vous disposez d'ouvrages ou d'articles de référence ou si vous connaissez des sites web de qualité traitant du thème abordé ici, merci de compléter l'article en donnant les références utiles à sa vérifiabilité et en les liant à la section « Notes et références ».
 (août 2025).
Motif : Fait divers banal aux USA
- Archive Wikiwix
- Bing
- Cairn
- DuckDuckGo
- E. Universalis
- Gallica
- Google
- G. Books
- G. News
- G. Scholar
- Persée
- Qwant
- (zh) Baidu
- (ru) Yandex
- (wd) trouver des œuvres sur Wikidata

| 1. | Préciser le motif de la pose du bandeau. | Précisez le motif de la pose du bandeau en utilisant la syntaxe suivante : {{admissibilité à vérifier\|date=août 2025\|motif=remplacez ce texte par le motif}}                                                              |
| 2. | Informer les utilisateurs concernés.     | Pensez à avertir le créateur de l'article, par exemple, en insérant le code ci-dessous sur sa page de discussion : {{subst:avertissement admissibilité à vérifier\|Fusillade du supermarché Weis Markets à Eaton Township}} |

La fusillade du supermarché Weis Markets à Eaton Township (en), dans le comté de Wyoming en Pennsylvanie se déroule aux premières heures du  8 juin 2017. Alors que les employés procédaient au réapprovisionnement, Randy Stair, âgé de 24 ans et employé de Weis Market, barricade les sorties du magasin, tue trois collèges puis se suicide.

## Auteur
Randy Stair, aussi connu sous son pseudonyme internet Andrew Blaze, est né le 17 septembre 1992 et fut le seul auteur de la fusillade.
Randy fut employé dans la chaîne de supermarché Weis Markets pendant 7 ans.
Avant de commettre la fusillade, il conserve des enregistrements vidéo et des journaux écrits, dont la plupart sont publiés sur des forums en ligne et des profils de réseaux sociaux. Dans ces écrits et vidéos, il exprime sa volonté de se suicider, revient  sur ses drames personnels et autres infortunes qu'il a vécu et qui l'ont amené à un état dépressif, il évoque sa peur de vieillir au-delà de sa vingtaine, décrit ses épisodes de travestissement ainsi que son questionnement sur son identité de genre, expose en détail ses plans pour la fusillade, et explique sa croyance selon laquelle ces meurtres lui permettent de passer dans un monde animé qu'il avait imaginé. Randy a toujours eu une fascination pour les tueries de masse, en particulier les tueries en milieu scolaire (particulièrement la fusillade de Columbine et Eric Harris et Dylan Klebold, les auteurs). Dans ses écrits, Randy qualifie les auteurs de la fusillade de Columbine comme ses héros. Il aurait souhaité pouvoir les rencontrer et il dit qu'Harris estt son idole préférée des deux auteurs de la fusillade de Columbine.
À partir de 2007, Randy avait une présence sur YouTube avec sa chaîne PioneersProductions, qui présentait des petits sketchs et des collaborations qu'il avait fait avec d'autres créateurs de contenu. Mais en 2014, il a annoncé qu'il allait prendre une autre direction artistique pour son contenu, citant de nombreuses infortunes qui sont arrivés durant sa vie l'année précédente. Il créa sa propre série de vidéos intitulé Ember's Ghost Squad (EGS) (L'escouade fantôme d'Ember), qui était basée sur le personnage fictif d'Ember McLain du dessin animé de Nickelodeon, Danny Fantôme. Alors obsédé par le personnage d'Ember, Randy avait écrit dans son journal en ligne, qu'elle avait demandé à ce qu'il tue.
Le soir du 7 juin 2017, Randy publia sa dernière vidéo intitulée The Westborough High Massacre (Le massacre de Westborough High), cette vidéo est sortie quelques heures avant la fusillade. Il y exprima sa haine envers les personnes impliquées dans la série à travers un prologue acrimonieux. La vidéo comportait une séquence grossièrement animée le représentant lui et l'un des personnage d'EGS, en train d'assassiner des étudiants dans un lycée fictif, avant que la vidéo se termine avec un montage d'autres vidéos expliquant les raisons derrière la fusillade. Il a également géré neuf comptes Twitter qui étaient basés sur ses personnages, où il a laissé des liens vers des journaux et des vidéos qu'il a postés sur MediaFire. Il vivait près de Dallas, Pennsylvanie. Il y a vécu avec ses parents et a vécu toute sa vie en Pennsylvanie.

## Fusillade
Randy arriva pour son quart de nuit à Weis Markets à Eaton Township (en), dans le comté de Wyoming en Pennsylvanie (au sud de Tunkhannock), dans la soirée du 7 juin 2017, pendant l'heure de fermeture à environ 23 h. Randy alla dans l'espace réservé au personnel du magasin et bloqua la sortie de secours qui se trouvait tout au fond. Il a ensuite poursuivi ses tâches, remplir les étagères et nettoyant les produits de la veille. À 0 h 10, il a envoyé des liens à des fichiers et vidéos qui détaillaient ses plans sur son compte Twitter ; ces fichiers étaient nommés Journal, Suicide Tapes, et Digital set.
Randy alla de nouveau dans l'espace réservé au personnel au fond du magasin, pour bloquer les dernières sorties de secours, puis alla fermer les portes automatiques à l'entrée du magasin. Il sortit alors deux fusils à pompe équipés d’une poignée pistolet, qu’il avait dissimulés dans un sac de sport, et il parcourut le magasin tuant trois employés : Victoria Brong, Brian Hayes et Terry Lee Sterling. Il a ensuite approché une autre employée, Kristan Newell (qui n'avait pas entendu les coups de feu parce qu'elle écoutait de la musique avec son casque alors qu'elle étiquetait et remplissait les étagères près du fond du magasin), qu'il a décidé d'épargner. Newell se souvient plus tard : « J’ai entendu ce que je pensais être un bruit sec, puis un son comme si quelque chose était tombé au sol. Je me suis retourné pour voir si Victoria avait entendu la même chose que moi… et elle était au sol, et Randy se trouvait au bout du rayon. (…) Ensuite, alors qu’il remontait le rayon, j’ai aperçu Terry du coin de l’œil — il était à l’avant du rayon — et Randy s’est approché de lui par derrière, et j’ai vu ça aussi ».
Randy avait été vu sur les caméras de surveillance en train de rester debout derrière Kristan alors qu'elle travaillait pendant environ cinq secondes avant qu'il change d'allée.
Après cela, Randy a commencé à tirer sur des vitres et d'autres marchandises dans le magasin et a tiré sur plusieurs petits réservoirs de propane portables, qui n'ont pas explosé. À ce moment, Kristan a pu s'échappé du magasin en retirant les affichages aux portes d'entrées et en cassant la porte en verre. Elle s'est cachée et a réussi à s'échapper du magasin et à appeler le 911.
Après un court moment, Randy a terminé sa fusillade dans le magasin. Randy est allé dans la section Delicatessen du magasin et tira sur d'autres objets du magasin. Alors que Kristan était au téléphone avec la police, Randy avait placé son fusil à pompe dans sa bouche et tira une fois à travers son palais, le tuant sur le coup. Au total, 59 coups de feu ont été tirés. Toutes les balles tirées venaient d'un seul des deux fusils qu'il avait apportés. Randy cita dans son cinquième Suicide Tap que le second fusil à pompe était uniquement là au cas où le premier « casserait ou se bloquerait, et qu'il n'y avait aucun moyen de le réparer ».

## Victimes
- Victoria Brong, 25 ans, assistante manager, a reçu 4 balles[1].
- Brian Hayes, 47 ans, directeur de nuit et vétéran de la United States Navy, a reçu 5 balles[2].
- Terry Lee Sterling, 63 ans, vendeur, a reçu 2 balles[3].

## Conséquences et réactions
La fusilllade n'a pas beaucoup reçu de couverture en dehors des journaux locaux, néanmoins elle a reçu l'attention de certains médias. Plusieurs dirigeants de Multiple Pennsylvania ont exprimé leur affliction et ont condamné les actes du tireur. Néanmoins, en réaction à la fusillade, les Weis Markets ont fermé jusqu'au 13 juillet. Un porte-parole de Weis Markets a déclaré : « Nous sommes profondément attristés par les événements survenus ce matin. La sécurité de nos employés, de nos clients et de la communauté environnante constitue notre priorité absolue ».
Becki Hayes, la belle-sœur de Brian Hayes, a lancé une campagneGoFundMe pour payer les dépenses immédiates. La belle-sœur de Hayes a également fait son apparition sur le podcast de Nancy Grace, Crime Stories with Nany Grace.

### Réouverture du magasin et réponse
Le 14 juin 2017, Weis Markets annonça la réouveture des magasin. La devanture du magasin était restée intacte, mais l'intérieur a été vidé et rénové avec un nouvel aménagement au sol. Le 13 juillet 2017, le magasin réouvra ses portes. De nombreuses personnes vivant dans la région se sont interrogées sur la décision de Weis Markets de ne pas relocaliser le magasin. Dans une interview accordée à WNEP, certaines personnes ont déclaré qu’elles refusaient même d’entrer dans le magasin rénové à cause des événements qui s’y étaient déroulés. D’autres membres de la communauté, en revanche, ont accepté la décision de la chaîne de supermarchés. Un homme a estimé qu’un départ aurait servi les intérêts de Randy. Il a expliqué : « L’homme maléfique qui a fait cela aurait voulu qu’ils partent, et aurait voulu que les gens aient peur et n’aient plus envie d’aller au magasin après ce qu’il a fait ».

### Fusillades similaires
- Fusillade du 15 avril 2021 à Indianapolis
- Tueries de masse aux États-Unis
- Violences par arme à feu aux États-Unis